# Eli Carlos
Eli Carlos Alberto Pereira, conhecido simplesmente como Eli Carlos (Ribeirão Preto, 19 de abril de 1954 - Campinas, 22 de maio de 2020), foi um futebolista, técnico de futebol, dirigente e comentarista esportivo brasileiro.
Era irmão do também futebolista Paulo Silas e atuava como atacante.

## Carreira

### Futebolista
Começou a carreira no Guarani FC em 1970, sendo titular a partir de 1972 e ficou no clube até 1973. Foi emprestado por um período ao Paulista de Jundiaí.
Foi bi-campeão estadual no Coritiba, em 1975 e 1976, sendo o autor do gol do título contra o Atlético na primeira conquista.
No Cruzeiro EC foi campeão da Libertadores da América de 1976 e Estadual em 1977, sendo o artilheiro do campeonato neste ano.
Em 1978, foi emprestado ao Flamengo, onde foi campeão carioca.
Seu último clube como jogador foi o Palmeiras Futebol Clube.

### Técnico
Como treinador de futebol, trabalhou no Guarani FC, Clube Atlético Bragantino, Associação Atlética Francana, Uberlândia Esporte Clube, Paulista Futebol Clube, entre outros. 

### Comentarista
Por vários anos, atuou como comentarista esportivo na Rádio Bandeirantes Campinas e na TV Bandeirantes Mais.

### Dirigente
Trabalhou como cartola no Guarani, Paulista de Jundiaí e Bragantino, além de administrar o Primavera de Indaiatuba.

## Morte
Em 2018, na realização de uma endoscopia, houve complicações na operação e desde então foi mantido em coma induzido. Nesta condição, no dia 22 de maio de 2020 ocorreu uma parada cardíaca levando-o a óbito.

## Títulos
Coritiba
- Campeonato Paranaense de Futebol: 1975, 1976

Cruzeiro
- Copa Libertadores da América: 1976
- Campeonato Mineiro de Futebol: 1977

Flamengo
- Campeonato Carioca de Futebol: 1978[16]

## Artilharias
Cruzeiro
- Campeonato Mineiro: 1977